# Microprofessor III

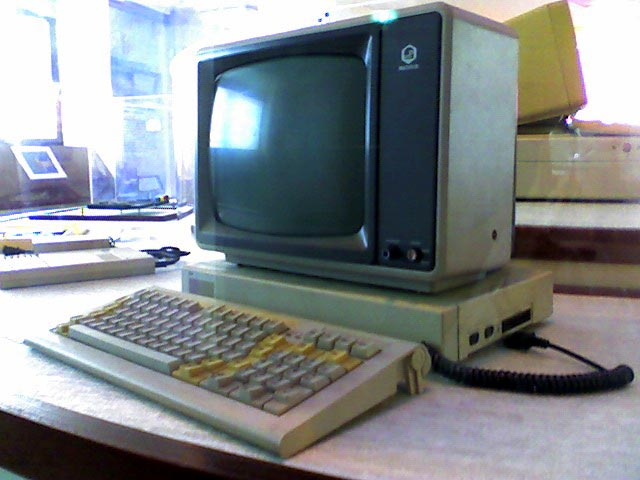
El Microprofessor III.

El Microprofessor III (MPF III), introduït el 1983, era el tercer ordinador de la marca Acer, llavors conegut com a Multitech i també un dels primers clons de l'Apple II. A diferència de les dues computadores anteriors, el seu disseny va ser influït per l'ordinador IBM PC.
Una característica clau del MPF III era el seu Chinese BASIC (BASIC xinès), una versió del BASIC localitzat en llenguatge xinès basat en el Applesoft BASIC.
A causa d'algunes funcions addicionals a la memòria ROM i les diferents rutines gràfiques per implementar el BASIC xinès, el MPF III no era totalment compatible amb l'Apple II.